# アベロクのどんまい!サンデー
アベロクのどんまい!サンデーは、2000年4月9日から2006年4月2日まで毎週日曜日に朝日放送ラジオ（ABCラジオ）で放送されていたラジオ番組である。

## 放送時間の変遷
- 2000年4月9日-2001年4月1日 11:00-13:00
- 2001年4月8日-2003年3月 11:00-13:30
- 2003年4月-2005年3月 10:30-12:30
- 2005年4月-2006年4月2日 10:30-13:00

以上、全て毎週日曜日の放送である。

## 主な出演者
- 安部憲幸（アベロク）
- 川田恵子（入院のため一時期降板した）
- 花井悠
- 松山薫

## 概要
- 安部は朝日放送ラジオの平日の午前のワイド番組を担当した後、昼間のワイド番組「アベロクのOH!まっぴるま」を担当することになるがこれは半年で終了となり、帯番組の担当から週1回のみの担当となるこの「-どんまい!サンデー｣がスタートすることとなった。
- 番組内のいたる所でいろいろなプレゼントが用意されていることが多く、クイズに答えて、キーワードを書いたりでのはがきでの応募で、またそのときに聴いていないと応募できないしくみであった。(エンディングでおさらい、というのがなかった。)
- 前番組から引き続き岩手での「岩手純情米ユメロク」の栽培を行い、できたお米は番組でのプレゼントとなったり、関西の一部店舗などで販売されたりした。また田植え、収穫の時期にはリスナー参加による体験ツアーを実施、その模様を地元のIBC岩手放送が協力、局アナウンサーも出演するかたちで生放送した。

## テーマ曲
- THE HIGH-LOWS「日曜日よりの使者」
  - 2018年4改編から当番組の放送枠の大半（10:00 - 11:55）で放送されている『全力投球!!妹尾和夫です。サンデー』では、女声によるカヴァーバージョンがジングルや番組宣伝用のスポットCMに使われている。